# Friedrich Hossbach
Le titre de cet article contient le caractère ß. Quand celui-ci n'est pas disponible ou n'est pas désiré, le nom de l'article peut être représenté comme « Friedrich Hossbach ».
Friedrich Wilhelm Ludwig Hoßbach, né le 21 novembre 1894 à Unna, arrondissement d'Hamm (de) et mort le 10 septembre 1980 à Göttingen, est un General der Infanterie allemand au sein de la Heer dans la Wehrmacht pendant la Seconde Guerre mondiale. Il a été décoré de la croix de chevalier de la croix de fer avec feuilles de chêne.

## Biographie

### Première Guerre mondiale
Fils d’un professeur de gymnastique, Hoßbach entre à l’école des cadets le 29 octobre 1913 et devient cornette, ou aspirant, au 82e régiment d'infanterie (de) de l’armée prussienne, stationné à Göttingen. Il y devient lieutenant, le 19 juin 1914. Lorsque la Première Guerre mondiale éclate, il est sur le champ de bataille, puis nommé aide-de-camp au 3e bataillon de son régiment, en novembre 1914. Il est ensuite versé au 419e régiment d’infanterie, le 15 septembre 1916. Il est officier d’ordonnance du 2 mars au 12 novembre 1918 à l’état-major du 18e corps d'armée, où il devient lieutenant, le 2 septembre. Le lieutenant Hoßbach sert surtout sur le front de l’Est. Il obtient la croix de fer de 1re et de 2e classe, la croix hanséatique de Hambourg, la croix du Mérite militaire, et l’insigne des blessés en noir en 1918. C’est un jeune officier courageux.

### Entre-deux-guerres
Le lieutenant Hoßbach s’engage après la guerre dans les corps francs et combat les communistes en Thuringe en 1919. Il reste ensuite dans l’armée, la Reichswehr de l’après-Guillaume II, et travaille en 1927 au ministère de la Guerre. En mars 1934, il est Major (équivalent à commandant), d’août 1934 à janvier 1938, aide de camp du chancelier d’Allemagne, Adolf Hitler. Il est élevé au grade de colonel en mars 1937. En septembre 1938, il est commandant du 82e régiment d’infanterie, son régiment d’origine.
C’est à cette époque qu’est utilisée une note du lieutenant-colonel Hoßbach, dite protocole Hossbach, d’après le compte-rendu d’une réunion du 5 novembre 1937 à la chancellerie à Berlin, au cours de laquelle Hitler avait débattu de la question de l’« espace vital allemand ». Ceci eut pour conséquence, faisant suite à l’affaire Blomberg-Fritsch, d’écarter Konstantin von Neurath des Affaires étrangères, et de remanier le ministère de la Guerre en appelant le général Keitel, en tant que chef du haut commandement des forces armées (en allemand : Oberkommando der Wehrmacht). Cette note sera utilisée comme pièce d’accusation au procès de Nuremberg. Le jeune officier avait auparavant prévenu Fritsch des accusations portées contre lui qui avait en retour certifié de son innocence. Hoßbach est démis de ses fonctions deux jours plus tard par Hitler.

### Seconde Guerre mondiale

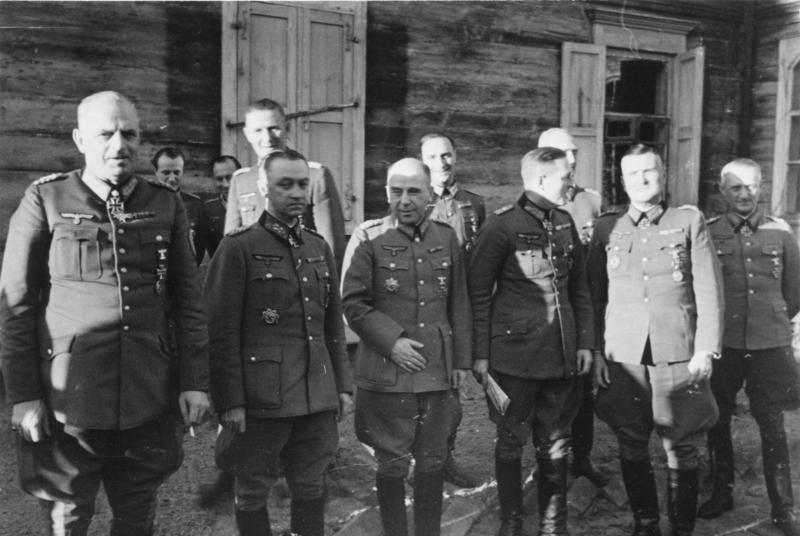
En mai 1944 guerre mondiale, le Generalfeldmarschall Ernst Busch (le 1er à gauche), commandant du groupe d’armées Centre, où Hoßbach (le 3e à partir de la droite) commande la LVI. Panzerkorps.

Le 26 août 1939, Hossbach est affecté à l’état-major du XXXe corps d’armée et, après le déclenchement de la guerre, il est affecté à la IIe armée, ce à partir du 30 septembre. Le 1er décembre, il commande un régiment d’infanterie et participe à la campagne de France. Il reçoit la croix de fer de 2e et de 1re classe, puis la croix de chevalier de la croix de fer en octobre 1940. Il est sur le front soviétique à partir du 21 juin 1941. Il combat en Biélorussie et à Smolensk et commande ses troupes en direction de Moscou.
Hoßbach est cependant versé dans la Führerreserve le 24 février 1942, ce qui l’écarte des postes en vue, mais il est tout de même nommé Generalmajor quelques jours plus tard. C’est le 15 mai 1943 qu’il reprend du service actif à la 31e division d’infanterie qui combat au front de l’Est dans la région d’Oriol et qu’il est nommé Generalleutnant. Le 2 août 1943, il est affecté au LVI. Panzerkorps et quelques jours plus tard il en assure le commandement. En septembre 1943 il reçoit la croix de chevalier de la croix de fer avec feuilles de chêne. Le 1er novembre 1943 il est élevé au grade de General der Infanterie.
Il commande la 4e armée à partir du 18 juillet 1944 et il est chargé personnellement par Hitler de la menée de la guerre en province de Prusse-Orientale. Les bombardements anglais détruisent Königsberg fin juillet et les Soviétiques atteignent la province, le 13 janvier 1945. La 4e armée est prise dans le terrible encerclement d’Heiligenbeil, et Hoßbach est en désaccord avec les ordres du haut-commandement, aussi est-il mis dans la Führerreserve le 29 janvier. Son combat dans la campagne de Prusse-Orientale contre l’Armée rouge ne dure que deux semaines.
Le général Hoßbach est soigné à Göttingen pour une maladie sans gravité, lorsque les Américains approchent de la ville à la fin de la guerre. Il aurait pu être interrogé par les hommes de la Gestapo, car il n’avait pas été assez partisan du régime national-socialiste pendant sa carrière. Ceux-ci arrivent en effet chez lui juste avant la libération de la ville et le général Hoßbach parvient à s’échapper pour se rendre aux Américains. Il est emprisonné par eux jusqu’en 1947.
Il repose au Stadtfriedhof de Göttingen.

## Promotions
- Leutnant : 19 juin 1914
- Oberleutnant : 20 septembre 1918
- Hauptmann : 1er mars 1927
- Major : 1er mars 1934
- Oberstleutnant : 1er septembre 1935
- Oberst : 1er mars 1937
- Generalmajor : 1er mars 1942
- Generalleutnant : 1er mars 1943
- General der Infanterie : 1er novembre 1943

## Décorations
- Croix de fer (1914)
  - 2e classe
  - 1re classe
- Agrafe de la croix de fer (1939)
  - 2e classe (11 mai 1940)
  - 1re classe (30 mai 1940)
- Agrafe de la liste d'honneur (Ehrenblattspange des Heeres und Waffen-SS) (22 juillet 1941)
- Croix de chevalier de la croix de fer avec feuilles de chêne
  - Croix de chevalier le 7 octobre 1940 en tant que Oberst et commandant du Infanterie-Regiment 82
  - 298e feuilles de chêne le 11 septembre 1943 en tant que Generalleutnant et commandant du LVI.Panzerkorps